# Виноградово (Воскресенский район)
Виноградово (до 1929 года Алёшино) — посёлок в Воскресенском районе Московской области.
Входит в состав Ашитковского сельского поселения. Население — 2302 чел. (2010).
С 1929 по 1957 год было центром Виноградовского района.

## География
Расположен на берегу реки Москвы, на высоте 116 м над уровнем моря. В посёлке находится железнодорожная станция Виноградово Рязанского направления Московской железной дороги, расстояние до Москвы — около 70 км. К Виноградову вплотную примыкают населённые пункты: с востока Ашитково, с юго-востока Щельпино и Исаково, с запада слободка Алёшино и Золотово.

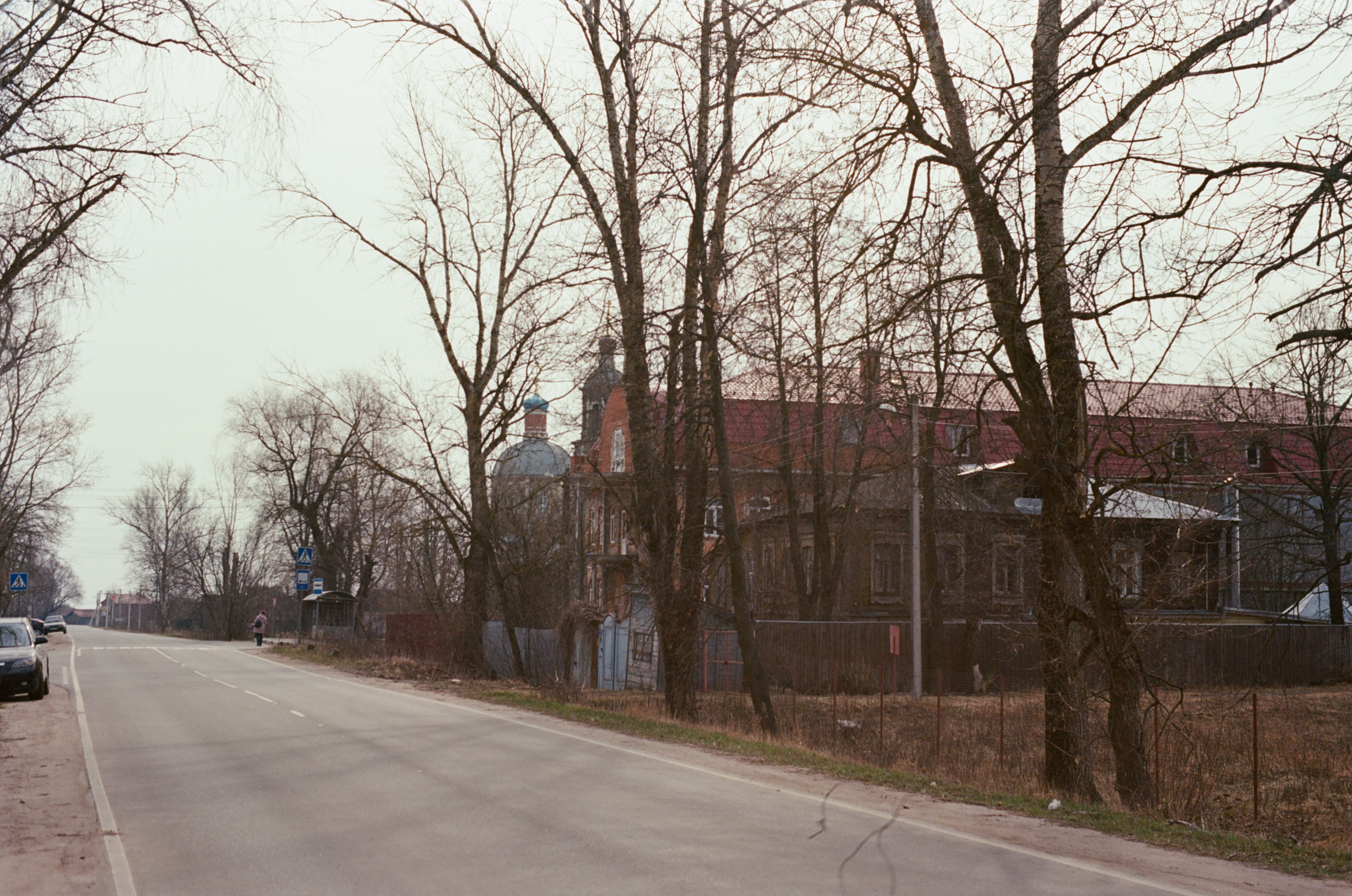
Главная улица в Виноградово (2020)

## История

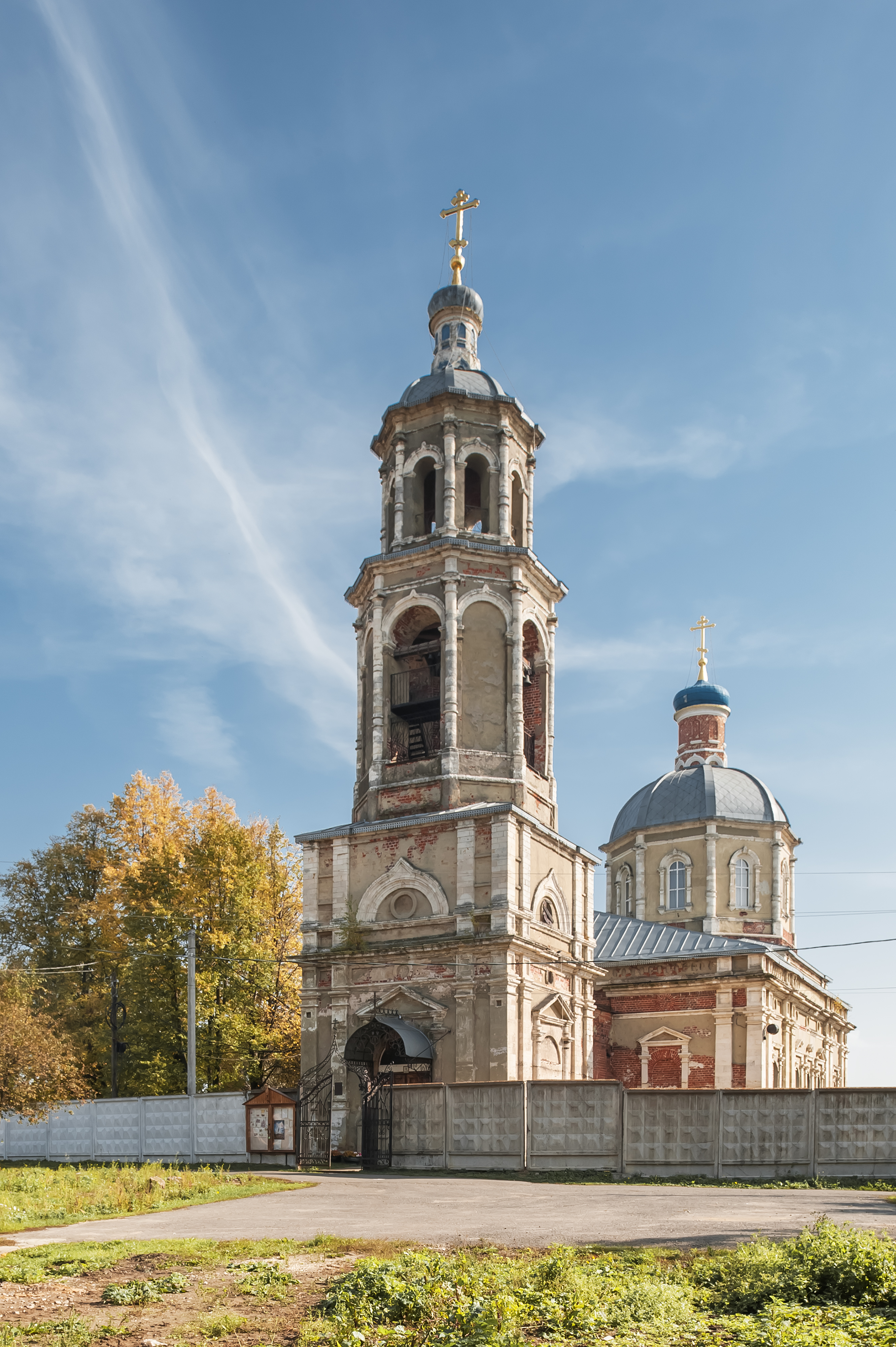
Церковь святых Косьмы и Дамиана в посёлке Виноградово

Селение Алёшино, положившее начало посёлку, впервые упоминается в дошедших до нас источниках в переписной книге 1646 года как деревня Олешинская в составе дворцовой волости Гвоздна Московского уезда. Кирпичная Космо-Дамианская церковь в деревне была построена в 1847—1854 годах на средства семьи фабрикантов Шинковых и на карте Шуберта 1860 года уже обозначено село Алёшино (деревни писались на «а» — напр., соседняя Исакова).
При строительстве железной дороги Москва — Рязань в начале 1860-х гг. рядом с селом построили железнодорожную станцию, которая получила название Ашитково. В 1905 году начальником этой станции работал активный участник первой революции Сергей Иванович Виноградов (1868—1905), расстрелянный карателями-семёновцами. В 1923 году станция Ашитково переименована в Виноградово.
Село Алёшино в 1929 году было также переименовано в Виноградово, в честь революционера С. И. Виноградова (1868—1905), начальника станции Ашитково, убитого в декабре 1905 года карателями-семёновцами. В том же 1929 году образован самостоятельный район, Ашитковский, с 1930 года он получил имя Виноградовский район. Виноградовский район 1 января 1958 года присоединен к Воскресенскому. В 1994—2006 годах Виноградово было центром Виноградовского сельского округа.

## Население
| 1926 | 1939  | 2002  | 2010  |
| ---- | ----- | ----- | ----- |
| 1513 | ↗1911 | ↗2159 | ↗2302 |

## Инфраструктура
Основа экономики — сельское хозяйство .
В посёлке имеется средняя школа, 2 детсада, сельская амбулатория, клуб и библиотека, храм Косьмы и Дамиана (есть ещё пока не действующая церковь Иоанна Богослова 1892 года постройки).
Действует Воскресенская карандашная фабрика.

## Транспорт
Развито автомобильное и железнодорожное сообщение.